# Font de l'Oriol (els Masos de Baiarri)
La font de l'Oriol és una font de l'enclavament dels Masos de Baiarri, de l'antic terme de Claverol, pertanyent a l'actual municipi de Conca de Dalt, al Pallars Jussà.
Està situada a 1.219,5 m d'altitud, a l'Obaga de l'Oriol, al sud-oest de les Costes de Baiarri i al nord-est del Coll de Neda.